# Nadia Daam
Pour les articles homonymes, voir Daam.
Nadia Daam, née le 24 octobre 1978 à Strasbourg (France), est une journaliste française.

## Biographie

### Formation
Née à Strasbourg de parents marocains, elle étudie au lycée international des Pontonniers. Elle obtient un baccalauréat littéraire, option théâtre, en 1996. Un temps en hypokhâgne au lycée Victor-Hugo à Paris, elle bifurque vers une licence d’art du spectacle, qu'elle obtient à la Sorbonne Nouvelle Paris 3.

### Carrière

#### Débuts
Elle commence en qualité de stagiaire en 1999 au sein de la Régie Commerciale Espaces Libération, aux annonces locales du journal Libération. Durant deux ans, à partir de 2001, elle est claviste au sein des petites annonces (« Transports amoureux », « Carnet » et « Jour de fête »,), sous la responsabilité des directrices commerciales Béatrice Sutter puis Sybille Sommet-Thouron. Elle devient assistante commerciale Grands Comptes de la même régie par la suite, avant de commencer une formation de journaliste à l’ESPJ.

#### Presse et télévision
La publication de l'essai Mauvaises mères ! lui ouvre les portes de la télévision. Aussi, entre 2011 et 2013, elle présente la chronique Le Forum dans l'émission  Les Maternelles sur France 5.
Par la suite elle collabore entre autres à Slate, et devient chroniqueuse dans l'émission 28 minutes, présentée par Élisabeth Quin, sur Arte de 2012 à 2023.
En 2018, elle sort un livre intitulé Comment ne pas devenir une fille à chat pour « déconstruire les clichés sur la femme célibataire »,.

#### Radio
Durant la saison 2017-2018, elle présente la chronique Le Coup de patte dans la prématinale de Raphaëlle Duchemin sur Europe 1.
Pendant l'été 2019, elle rejoint France Inter, et présente pendant cette période l'émission radiophonique Le Débat de midi. De septembre 2019 à mars 2020, elle présente sur France Inter l'émission hebdomadaire Modern love, une libre-antenne de deux heures entre 22 heures et minuit pour s'interroger sur l'amour, l'amitié et les relations en général en compagnie d'un invité ou d'une invitée, « quelqu'un de chaleureux, qui sache écouter, et surtout pas un expert ». En janvier 2020, l'émission est réduite d'une heure, diffusée entre 22 heures et 23 heures,.
L'émission Modern love est renouvelée pour la saison 2020-2021 le dimanche de 22 heures à 23 heures. Néanmoins, la formule change. L'émission se centre autour d'une discussion avec un invité autour des questions de l'amour et des relations, et n'inclut plus d'interventions d'auditeurs.
En avril et mai 2021, elle remplace Sonia Devillers à l'animation de l'émission consacrée aux médias L'Instant M.
Début 2022, elle produit la seconde saison du podcast Une histoire intime consacrée à l'addiction aux drogues,.
De septembre 2023 à juin 2024, elle anime la chronique Parents & co le dimanche matin dans la matinale du week-end de France Inter
Depuis décembre 2024, elle produit le podcast Entre Elles consacrée aux relations mères-filles pour le média Elle.

## Harcèlement subi en 2017
En octobre 2017, Clara Gonzales et Elliot Lepers, deux militants féministes, sont victimes d'appels au harcèlement par des participants du forum « Blabla 18-25 ans » du site Jeuxvideo.com à la suite de la création d'un numéro de secours permettant aux femmes de donner un numéro de téléphone autre que le leur quand un harceleur le leur demande. Leur numéro est saturé par des fausses demandes émanant d'applications mobiles permettant d'envoyer des SMS en masse et elles font depuis l'objet de cyberharcèlement sur Twitter, de fausses commandes de nourriture à leur domicile et de harcèlement de la part de personnes se rendant elles-mêmes au domicile. Réagissant sur le service public à la polémique suscitée par le flooding du numéro « antirelous », le directeur de Jeuxvideo.com, Cédric Page, condamne « ces agissements » tout en prenant la défense du forum, estimant que « ce qu'on y trouve est simplement l'expression de cette jeunesse ». Un forum qui est régulièrement pointé du doigt comme propageant des propos haineux et par ailleurs connu d'après le journal Libération pour être un repaire de militants antiféministes dont certains sont proches de la fachosphère.
Le 1er novembre 2017, Nadia Daam s'agace de la situation dans une chronique sur Europe 1, et s'attaque au forum 18-25, le qualifiant entre autres de « poubelle à déchets non recyclables » et déclarant qu'il est alimenté par « des gens dont la maturité cérébrale n’a visiblement pas excédé le stade embryonnaire ». Elle subit en retour une campagne de harcèlement, avec des menaces de meurtre et de viol, la divulgation de l'adresse de son domicile et du collège de sa fille, des tentatives de piratage de sa boîte de courrier électronique et de ses comptes Facebook, Twitter et PayPal. Ces attaques provoquent un élan de solidarité de la part de nombreux journalistes. Une tribune, signée par une centaine de journalistes, abonde dans son sens, désignant les membres du forum comme des « êtres lâches, minables et méprisables », appelant « la police et la communauté même du web » à mettre ces derniers « hors d'état de nuire ». La secrétaire d'État chargée de l'Égalité entre les femmes et les hommes Marlène Schiappa interpelle par ailleurs Twitter et Webedia, la société possédant Jeuxvideo.com. La radio Europe 1 indique avoir porté plainte pour menace de crime contre les personnes. Le porte-parole de Webedia, société propriétaire du site, indique que « les topics évoquant cette Nadia Daam sont systématiquement effacés en prévention ».
En juin 2018, le procès de deux individus soupçonnés d'avoir participé au harcèlement de Nadia Daam débute à Paris. Le 3 juillet, il se solde par leur condamnation à 6 mois de prison avec sursis et 2 000 euros d'amende. Le jour même de l'annonce de ce verdict, Nadia Daam subit à nouveau des menaces de mort de la part d'un homme qui annonce sur le forum 18-25 du site jeuxvideo.com son intention de monter un groupe visant à l'assassiner afin de « venger » les deux cyberharceleurs,. Identifié et jugé en comparution immédiate le 7 juillet, il est condamné à son tour à 6 mois de prison avec sursis et à 5 000 euros d'amende par le tribunal correctionnel de Rennes,. En 2022, la cour d’appel aggrave la peine, ajoutant un sursis probatoire de trois ans, 4 000 euros de dommages et intérêts et l’obligation pour le prévenu qui n’a « pas remis en cause son comportement » de se soumettre à des soins psychiatriques.
Elle apporte son témoignage dans le documentaire belge de 2021 #salepute des journalistes Myriam Leroy et Florence Hainaut.

## Ouvrages
- Nadia Daam, Mauvaises mères: La vérité sur le premier bébé, Paris, Jacob-Duvernet, 2008 (ISBN 978-2-84724-202-7, lire en ligne).
- Nadia Daam, Emma Defaud, Titiou Lecoq et Johana Sabroux, Kata Sutra : La vérité crue sur la vie sexuelle des filles, Paris, Jacob Duvernet, 2009 (ISBN 978-2-84724-244-7, lire en ligne).
- Nadia Daam, Emma Defaud et Johana Sabroux, Mères indignes, Paris, éditions J'ai lu, 2015 (ISBN 978-2-35076-116-9, lire en ligne).
- Nadia Daam, Comment ne pas devenir une fille à chats ?, Paris, Fayard, 2018 (ISBN 978-2-86374-401-7, lire en ligne).
- Nadia Daam, La Gosse, Paris, Grasset, 2024 (ISBN 978-2246835844).